# Агидељ
Агидељ (башкирски: Ағиҙел, читај: Агхидхел; руски: Агиде́ль; татарски: Аğидел) је град у Башкортостану републици у Русији, на граници са Татарстаном. Агидељов положај је 55° 54′ N 53° 56′ E / 55.900° С; 53.933° И.
Име града долази од башкирског имена реке Белаје: Агидељ, иначе притоци реке Каме. Град је смештен недалеко од ушћа Белаје у Каму.
Агидељ је основан 1980. као насеље за испомоћ у изградњи башкирске нуклеарне електране. Статус града је добио 1991.
Број становника: 18.721 2002.
Од 2005, градоначелник је Валериј Јаковљевич Фјодоров.
После Чернобиља, становништво Татарстана снажно се опирало изградњи електране у близини њихове границе.

## Становништво
| 1989.  | 2002.  | 2010.  |
| ------ | ------ | ------ |
| 16.067 | 18.721 | 16.370 |